# 罗志虎
罗志虎（1964年8月—），男，蒙古族，内蒙古阿拉善盟人，中华人民共和国政治人物。内蒙古党校阿拉善盟分校党政干部大专班毕业，新加坡南洋理工大学政府公共管理硕士研究生学历。

## 生平
1985年加入中国共产党。历任共青团内蒙古自治区委副书记、书记，中共呼伦贝尔市委副书记、代市长、市长等职。2008年起担任全国人大代表。2011年1月任中共呼伦贝尔市委书记。2016年1月，当选内蒙古自治区政协副主席。